# Морасан (департамент)
Морасан (на испански: Morazán) е един от 14-те департамента на централноамериканската държава Салвадор. Намира се в североизточната част на страната. Площта му е 1447 квадратни километра, а населението – 211 201 души (по изчисления за юни 2020 г.). Носи името на централноамериканския държавник Франсиско Морасан, бивш президент на страната.

## Общини
Департаментът се състои от 26 общини, някои от тях са:
1. Ел Дивисадеро
2. Коринто
3. Сан Симон
4. Сан Фернандо
5. Торола